# Australian Open 2008
Die 96. Australian Open fanden vom 14. bis zum 27. Januar 2008 in Melbourne statt.
Titelverteidiger im Einzel waren Roger Federer bei den Herren sowie Serena Williams bei den Damen. Im Herrendoppel waren dies die Zwillingsbrüder Bob und Mike Bryan, im Damendoppel Cara Black und Liezel Huber die Titelverteidiger. Titelverteidiger im Mixed waren Daniel Nestor und Jelena Lichowzewa.
Nach 20 Jahren wurden die Australian Open nicht mehr auf Rebound Ace, sondern erstmals auf Plexicushion, einem dünneren und geringfügig schnelleren Belag ausgetragen.
Von den besten 100 männlichen Tennisspielern waren alle für das Turnier gemeldet, und von den 100 besten Damen fehlten nur Samantha Stosur und Wera Duschewina, so dass die 96. Ausgabe der Australian Open sehr stark besetzt war.
Im Herreneinzel konnte Novak Đoković seinen ersten Grand-Slam-Titel gewinnen. Das Endspiel im Dameneinzel gewann Marija Scharapowa. Das Herrendoppel konnten Jonathan Erlich und Andy Ram für sich entscheiden und im Damendoppel siegten Aljona und Kateryna Bondarenko. Im Mixed setzten sich Sun Tiantian und Nenad Zimonjić durch.

## Herreneinzel
Setzliste
| Nr. | Spieler           | Erreichte Runde |
| --- | ----------------- | --------------- |
| 01. | Roger Federer     | Halbfinale      |
| 02. | Rafael Nadal      | Halbfinale      |
| 03. | Novak Đoković     | Sieg            |
| 04. | Nikolai Dawydenko | Achtelfinale    |
| 05. | David Ferrer      | Viertelfinale   |
| 06. | Andy Roddick      | 3. Runde        |
| 07. | Fernando González | 3. Runde        |
| 08. | Richard Gasquet   | Achtelfinale    |
| 09. | Andy Murray       | 1. Runde        |
| 10. | David Nalbandian  | 3. Runde        |
| 11. | Tommy Robredo     | 2. Runde        |
| 12. | James Blake       | Viertelfinale   |
| 13. | Tomáš Berdych     | Achtelfinale    |
| 14. | Michail Juschny   | Viertelfinale   |
| 15. | Marcos Baghdatis  | 3. Runde        |
| 16. | Carlos Moyá       | 1. Runde        |

| Nr. | Spieler               | Erreichte Runde |
| --- | --------------------- | --------------- |
| 17. | Ivan Ljubičić         | 1. Runde        |
| 18. | Juan Ignacio Chela    | 1. Runde        |
| 19. | Lleyton Hewitt        | Achtelfinale    |
| 20. | Ivo Karlović          | 3. Runde        |
| 21. | Juan Mónaco           | 3. Runde        |
| 22. | Juan Carlos Ferrero   | Achtelfinale    |
| 23. | Paul-Henri Mathieu    | Achtelfinale    |
| 24. | Jarkko Nieminen       | Viertelfinale   |
| 25. | Fernando Verdasco     | 2. Runde        |
| 26. | Stanislas Wawrinka    | 2. Runde        |
| 27. | Nicolás Almagro       | 1. Runde        |
| 28. | Gilles Simon          | 3. Runde        |
| 29. | Philipp Kohlschreiber | Achtelfinale    |
| 30. | Radek Štěpánek        | 1. Runde        |
| 31. | Igor Andrejew         | 3. Runde        |
| 32. | Dmitri Tursunow       | 2. Runde        |

## Dameneinzel
Setzliste
| Nr. | Spielerin          | Erreichte Runde |
| --- | ------------------ | --------------- |
| 01. | Justine Henin      | Viertelfinale   |
| 02. | Swetlana Kusnezowa | 3. Runde        |
| 03. | Jelena Janković    | Halbfinale      |
| 04. | Ana Ivanović       | Finale          |
| 05. | Marija Scharapowa  | Sieg            |
| 06. | Anna Tschakwetadse | 3. Runde        |
| 07. | Serena Williams    | Viertelfinale   |
| 08. | Venus Williams     | Viertelfinale   |
| 09. | Daniela Hantuchová | Halbfinale      |
| 10. | Marion Bartoli     | 1. Runde        |
| 11. | Jelena Dementjewa  | Achtelfinale    |
| 12. | Nicole Vaidišová   | Achtelfinale    |
| 13. | Tatiana Golovin    | 2. Runde        |
| 14. | Nadja Petrowa      | Achtelfinale    |
| 15. | Patty Schnyder     | 2. Runde        |
| 16. | Dinara Safina      | 1. Runde        |

| Nr. | Spielerin           | Erreichte Runde |
| --- | ------------------- | --------------- |
| 17. | Shahar Peer         | 3. Runde        |
| 18. | Amélie Mauresmo     | 3. Runde        |
| 19. | Sybille Bammer      | 2. Runde        |
| 20. | Ágnes Szávay        | 1. Runde        |
| 21. | Aljona Bondarenko   | 2. Runde        |
| 22. | Lucie Šafářová      | 1. Runde        |
| 23. | Wera Swonarjowa     | 1. Runde        |
| 24. | Li Na               | 3. Runde        |
| 25. | Francesca Schiavone | 3. Runde        |
| 26. | Wiktoryja Asaranka  | 3. Runde        |
| 27. | Marija Kirilenko    | Achtelfinale    |
| 28. | Katarina Srebotnik  | 3. Runde        |
| 29. | Agnieszka Radwańska | Viertelfinale   |
| 30. | Virginie Razzano    | 3. Runde        |
| 31. | Sania Mirza         | 3. Runde        |
| 32. | Julija Wakulenko    | 1. Runde        |

## Herrendoppel
Setzliste
| Nr. | Paarung                       | Erreichte Runde |
| --- | ----------------------------- | --------------- |
| 01. | Bob Bryan Mike Bryan          | Viertelfinale   |
| 02. | Daniel Nestor Nenad Zimonjić  | Viertelfinale   |
| 03. | Simon Aspelin Julian Knowle   | 1. Runde        |
| 04. | Martin Damm Pavel Vízner      | Viertelfinale   |
| 05. | Paul Hanley Leander Paes      | 2. Runde        |
| 06. | Mahesh Bhupathi Mark Knowles  | Halbfinale      |
| 07. | Arnaud Clément Michaël Llodra | Finale          |
| 08. | Jonathan Erlich Andy Ram      | Sieg            |

| Nr. | Paarung                              | Erreichte Runde |
| --- | ------------------------------------ | --------------- |
| 09. | František Čermák Lukáš Dlouhý        | Achtelfinale    |
| 10. | Eric Butorac Kevin Ullyett           | Achtelfinale    |
| 11. | Mariusz Fyrstenberg Marcin Matkowski | Achtelfinale    |
| 12. | Maks Mirny Jamie Murray              | 1. Runde        |
| 13. | Marcelo Melo André Sá                | 1. Runde        |
| 14. | Julien Benneteau Nicolas Mahut       | Achtelfinale    |
| 15. | Christopher Kas Rogier Wassen        | Achtelfinale    |
| 16. | Leoš Friedl David Škoch              | 2. Runde        |

## Damendoppel
Setzliste
| Nr. | Paarung                        | Erreichte Runde |
| --- | ------------------------------ | --------------- |
| 01. | Cara Black Liezel Huber        | Viertelfinale   |
| 02. | Katarina Srebotnik Ai Sugiyama | 2. Runde        |
| 03. | Chan Yung-jan Chuang Chia-jung | Achtelfinale    |
| 04. | Květa Peschke Rennae Stubbs    | Viertelfinale   |
| 05. | Nathalie Dechy Dinara Safina   | 1. Runde        |
| 06. | Sania Mirza Alicia Molik       | Achtelfinale    |
| 07. | Yan Zi Zheng Jie               | Halbfinale      |
| 08. | Peng Shuai Sun Tiantian        | 2. Runde        |

| Nr. | Paarung                                        | Erreichte Runde |
| --- | ---------------------------------------------- | --------------- |
| 09. | Lisa Raymond Francesca Schiavone               | 1. Runde        |
| 10. | Anabel Medina Garrigues Virginia Ruano Pascual | Halbfinale      |
| 11. | Marija Kirilenko Ágnes Szávay                  | 1. Runde        |
| 12. | Wiktoryja Asaranka Shahar Peer                 | Finale          |
| 13. | Janette Husárová Flavia Pennetta               | Viertelfinale   |
| 14. | Vania King Nicole Pratt                        | 1. Runde        |
| 15. | Maria Elena Camerin Gisela Dulko               | 1. Runde        |
| 16. | Iveta Benešová Galina Woskobojewa              | Achtelfinale    |

## Mixed
Setzliste
| Nr. | Paarung                    | Erreichte Runde |
| --- | -------------------------- | --------------- |
| 01. | Cara Black Paul Hanley     | Viertelfinale   |
| 02. | Lisa Raymond Simon Aspelin | Achtelfinale    |
| 03. | Yan Zi Mark Knowles        | Halbfinale      |
| 04. | Zheng Jie Daniel Nestor    | 1. Runde        |

| Nr. | Paarung                          | Erreichte Runde |
| --- | -------------------------------- | --------------- |
| 05. | Sun Tiantian Nenad Zimonjić      | Sieg            |
| 06. | Chuang Chia-jung Jonathan Erlich | Viertelfinale   |
| 07. | Květa Peschke Martin Damm        | Viertelfinale   |
| 08. | Nathalie Dechy Andy Ram          | Halbfinale      |

## Junioreneinzel
Setzliste
| Nr. | Spieler        | Erreichte Runde |
| --- | -------------- | --------------- |
| 01. | César Ramírez  | Viertelfinale   |
| 02. | Jerzy Janowicz | Viertelfinale   |
| 03. | Daniel Evans   | Viertelfinale   |
| 04. | Ryan Harrison  | Halbfinale      |
| 05. | Bernard Tomic  | Sieg            |
| 06. | Andrew Thomas  | Achtelfinale    |
| 07. | Jared Easton   | Achtelfinale    |
| 08. | Yuki Bhambri   | Halbfinale      |

| Nr. | Spieler                   | Erreichte Runde |
| --- | ------------------------- | --------------- |
| 09. | Matt Reid                 | 1. Runde        |
| 10. | Yang Tsung-hua            | Finale          |
| 11. | Jaan-Frederik Brunken     | Achtelfinale    |
| 12. | Mark Verryth              | 2. Runde        |
| 13. | Kittipong Wachiramanowong | Achtelfinale    |
| 14. | Vasek Pospisil            | 1. Runde        |
| 15. | Ty Trombetta              | Achtelfinale    |
| 16. | Marcus Willis             | Rückzug         |

## Juniorinneneinzel
Setzliste
| Nr. | Spielerin                    | Erreichte Runde |
| --- | ---------------------------- | --------------- |
| 01. | Anastassija Pawljutschenkowa | Viertelfinale   |
| 02. | Xenija Lykina                | Achtelfinale    |
| 03. | Nikola Hofmanova             | 2. Runde        |
| 04. | Madison Brengle              | Achtelfinale    |
| 05. | Bojana Jovanovski            | Viertelfinale   |
| 06. | Cindy Chala                  | 1. Runde        |
| 07. | Noppawan Lertcheewakarn      | Achtelfinale    |
| 08. | Katarzyna Piter              | Achtelfinale    |

| Nr. | Spielerin       | Erreichte Runde |
| --- | --------------- | --------------- |
| 09. | Sacha Jones     | 2. Runde        |
| 10. | Simona Halep    | Halbfinale      |
| 11. | Zhou Yimiao     | Halbfinale      |
| 12. | Chang Kai-chen  | 2. Runde        |
| 13. | Jade Curtis     | 2. Runde        |
| 14. | Arantxa Rus     | Sieg            |
| 15. | Tyra Calderwood | 2. Runde        |
| 16. | Rebecca Marino  | 2. Runde        |

## Juniorendoppel
Setzliste
| Nr. | Paarung                      | Erreichte Runde |
| --- | ---------------------------- | --------------- |
| 01. | Ryan Harrison Matt Reid      | Viertelfinale   |
| 02. | Vasek Pospisil César Ramírez | Finale          |
| 03. | Hiroki Moriya Bernard Tomic  | Viertelfinale   |
| 04. | Daniel Cox Daniel Evans      | Viertelfinale   |

| Nr. | Paarung                                        | Erreichte Runde |
| --- | ---------------------------------------------- | --------------- |
| 05. | Peerakit Siributwong Kittipong Wachiramanowong | 1. Runde        |
| 06. | Cho Soong-jae Ty Trombetta                     | Viertelfinale   |
| 07. | Silvio Dadić Christopher Rungkat               | 1. Runde        |
| 08. | Axel Michon Guillaume Rufin                    | 1. Runde        |

## Juniorinnendoppel
Setzliste
| Nr. | Paarung                                    | Erreichte Runde |
| --- | ------------------------------------------ | --------------- |
| 01. | Xenija Lykina Anastassija Pawljutschenkowa | Sieg            |
| 02. | Simona Halep Katarzyna Piter               | Viertelfinale   |
| 03. | Tyra Calderwood Nikola Hofmanova           | Viertelfinale   |
| 04. | Noppawan Lertcheewakarn Sophia Mulsap      | Viertelfinale   |

| Nr. | Paarung                               | Erreichte Runde |
| --- | ------------------------------------- | --------------- |
| 05. | Bojana Jovanovski Kristina Mladenovic | Viertelfinale   |
| 06. |                                       |                 |
| 07. | Madison Brengle Alexa Guarachi        | Achtelfinale    |
| 08. | Marta Sirotkina Zhou Yimiao           | Halbfinale      |

## Herreneinzel-Rollstuhl
Setzliste
| Nr. | Spieler         | Erreichte Runde |
| --- | --------------- | --------------- |
| 01. | Shingo Kunieda  | Sieg            |
| 02. | Robin Ammerlaan | Halbfinale      |

## Herrendoppel-Rollstuhl
Setzliste
| Nr. | Paarung                      | Erreichte Runde |
| --- | ---------------------------- | --------------- |
| 01. | Shingo Kunieda Satoshi Saida | Sieg            |
| 02. | Robin Ammerlaan Ronald Vink  | Finale          |

## Damendoppel-Rollstuhl
Setzliste
| Nr. | Paarung                        | Erreichte Runde |
| --- | ------------------------------ | --------------- |
| 01. | Jiske Griffioen Esther Vergeer | Sieg            |
| 02. | Korie Homan Sharon Walraven    | Finale          |